# Copa Interamericana
Copa Interamericana byla fotbalová soutěž pořádaná od roku 1968 fotbalovými konfederacemi CONMEBOL a CONCACAF. Jednalo se o souboj vítězů severoamerické Ligy mistrů a jihoamerického Poháru osvoboditelů.
Posledním vítězem se v roce 1998 stal D.C. United z USA. Poté byla zrušena, protože mexické kluby byly přizvány k účasti v Poháru osvoboditelů a ostatní kluby zemí CONCACAF se začaly účastnit druhé jihoamerické soutěže Copa Sudamericana.

## Přehled vítězů
| Ročník | Vítěz                | Výsledek        | Finalista           |
| ------ | -------------------- | --------------- | ------------------- |
| 1969   | Estudiantes          | 2:1, 1:2, 3:0   | Deportivo Toluca FC |
| 1972   | Nacional Montevideo  | 1:1, 2:1        | Cruz Azul           |
| 1973   | CA Independiente     | 2:1, 2:0        | CD Olimpia          |
| 1974   | CA Independiente     | 1:0, 0:1, pen.  | CSD Municipal       |
| 1976   | CA Independiente     | 2:2, 0:0, pen.  | Atlético Español FC |
| 1978   | Club América         | 0:3, 1:0, 2:1   | CA Boca Juniors     |
| 1980   | Club Olimpia         | 3:3, 5:0 prodl. | CD FAS              |
| 1981   | UNAM                 | 3:1, 1:3, 2:1   | Nacional Montevideo |
| 1986   | Argentinos Juniors   | 1:0             | Defence Force FC    |
| 1987   | CA River Plate       | 0:0, 3:0        | LD Alajuelense      |
| 1989   | Nacional Montevideo  | 1:1, 4:0        | CD Olimpia          |
| 1990   | Atlético Nacional    | 2:0, 4:1        | UNAM                |
| 1991   | Club América         | 1:1, 2:1        | Club Olimpia        |
| 1992   | Colo-Colo            | 4:1, 3:1        | Club Puebla         |
| 1994   | Universidad Católica | 1:3, 5:1        | Deportivo Saprissa  |
| 1996   | CA Vélez Sarsfield   | 0:0, 2:0        | CS Cartaginés       |
| 1997   | Atlético Nacional    | 3:2             | Deportivo Saprissa  |
| 1998   | D.C. United          | 0:1, 2:0        | CR Vasco da Gama    |

## Nejúspěšnější týmy
| Tým                  | Počet vítězství | Roky               | 2. místo | Roky          |
| -------------------- | --------------- | ------------------ | -------- | ------------- |
| CA Independiente     | 3               | (1973, 1974, 1976) | —        | —             |
| Nacional Montevideo  | 2               | (1972, 1989)       | 1        | (1981)        |
| Club América         | 2               | (1978, 1991)       | —        | —             |
| Atlético Nacional    | 2               | (1990, 1997)       | —        | —             |
| Club Olimpia         | 1               | (1980)             | 1        | (1991)        |
| UNAM                 | 1               | (1981)             | 1        | (1990)        |
| Estudiantes          | 1               | (1969)             | —        | —             |
| Argentinos Juniors   | 1               | (1996)             | —        | —             |
| CA River Plate       | 1               | (1997)             | —        | —             |
| Universidad Católica | 1               | (1992)             | —        | —             |
| Colo-Colo            | 1               | (1994)             | —        | —             |
| CA Vélez Sarsfield   | 1               | (1996)             | —        | —             |
| D.C. United          | 1               | (1998)             | —        | —             |
| CD Olimpia           | —               | —                  | 2        | (1973, 1989 ) |
| Deportivo Saprissa   | —               | —                  | 2        | (1994, 1997)  |
| Deportivo Toluca FC  | —               | —                  | 1        | (1969)        |
| Cruz Azul            | —               | —                  | 1        | (1972)        |
| CSD Municipal        | —               | —                  | 1        | (1974)        |
| Atlético Español FC  | —               | —                  | 1        | (1976)        |
| CA Boca Juniors      | —               | —                  | 1        | (1978)        |
| CD FAS               | —               | —                  | 1        | (1980)        |
| Defence Force FC     | —               | —                  | 1        | (1986)        |
| LD Alajuelense       | —               | —                  | 1        | (1987)        |
| Puebla FC            | —               | —                  | 1        | (1992)        |
| CS Cartaginés        | —               | —                  | 1        | (1996)        |
| CR Vasco da Gama     | —               | —                  | 1        | (1998)        |